# Moses Ehambe
Moses Ehambe, né le 22 mai 1986, à Arlington, au Texas, est un joueur américain de basket-ball. Il évolue aux postes d'arrière et d'ailier.

## Palmarès
- Champion NBA Development League 2011